# حزب الابتكار (تركيا)
حزب الابتكار (بالتركية: Yenilik Partisi) هو حزب سياسي تركي تأسس تحت قيادة أوزتورك يلماز، ويشغل حاليًا أيضًا منصب رئيسه في 20 يوليو 2020.

## التاريخ
مؤسس الحزب هو أوزتورك يلماز الذي كان عضوًا في البرلمان عن حزب الشعب الجمهوري في كل من 2015 و2018، والذي طُرد من الحزب في 20 نوفمبر 2018 عندما طالب بأن يكون الأذان باللغة التركية بدلاً من العربية. سبب آخر لطرده من الحزب كان التصريحات ضد زعيم الحزب كمال كيليجدار أوغلو. في عام 2019 أعلن أنه يريد أن يؤسس حزبه الخاص. منذ تأسيسه في يوليو 2020 حصل الحزب مع يلماز على مقعد في الجمعية الوطنية التركية.